# Maju Jaya (Pemulutan Selatan)
Maju Jaya is een bestuurslaag in het regentschap Ogan Ilir van de provincie Zuid-Sumatra, Indonesië. Maju Jaya telt 992 inwoners (volkstelling 2010).